# Schloss Damtschach

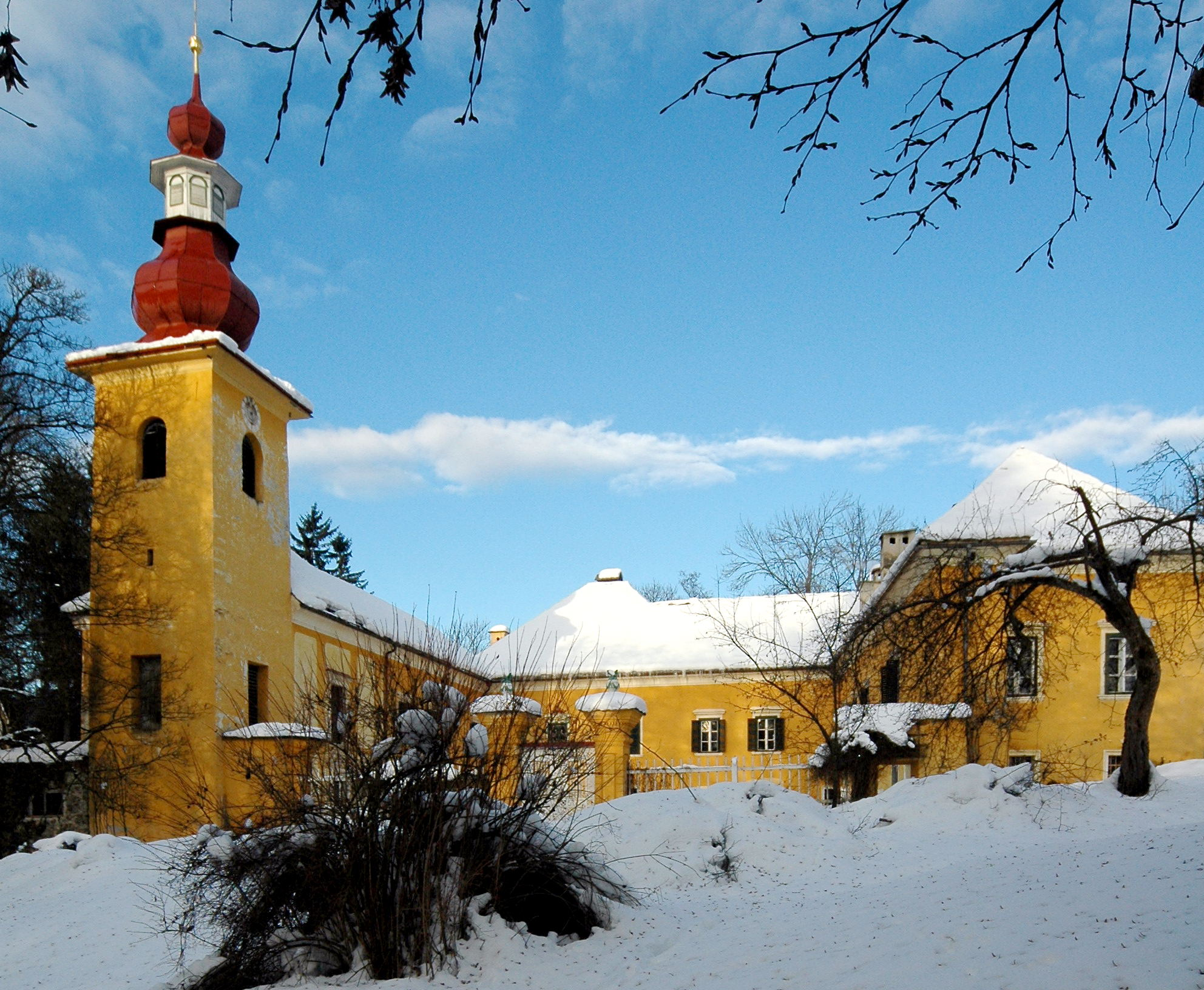
Schloss Damtschach und die in es integrierte Schlosskirche Johannes der Täufer, Blick Richtung Westen (2005)

Das Schloss Damtschach ist eine Anlage, die in ihrem Kern aus dem frühen 16. Jahrhundert stammt und die am westlichen Rand der Ortschaft Damtschach in dem Gemeindegebiet von Wernberg in Kärnten liegt. Die Anlage, Schloss und Meierhof, befindet sich seit 1847 im Besitz der Familie Orsini-Rosenberg.

## Geschichte
Nachdem die Burg Aichelberg in den kriegerischen Auseinandersetzungen zwischen dem römisch-deutschen Kaiser Friedrich III. und dem ungarischen König Matthias Corvinus zerstört wurde, entwickelte sich aus dem ehemaligen, leicht befestigten Wirtschaftshof der Burg das heutige Schloss Damtschach. Nachdem Kaiser Maximilian I. dem Burgherrn Augustin Khevenhüller erlaubte, den Gutshof auszubauen, errichtete dieser einen Ansitz, den die Familie Khevenhüller jedoch nicht bewohnte, da sie sich bevorzugt in den in der Nähe befindlichen Schlösser Wernberg und Landskron aufhielt. Das Gut Damtschach selber wurde von Pflegern verwaltet. Im Jahr 1629 wurden die Güter Damtschach, Aichelberg und Wernberg gemeinsam mit anderen Gütern von Freiherr Paul von Khevenhüller, der als Protestant Kärnten verlassen musste, an Graf Hans Sigmund von Wagensperg verkauft. Über die Enkelin des Käufers kamen schließlich die Grafen Galler in den Besitz des Ansitzes, der ab 1684 als barockes Ensemble ausgebaut wurde. Nach der Übernahme des Gutes durch Clemens Ferdinand Graf Kaiserstein im Jahr 1715 wurde das Schloss durch die Errichtung neuer Wirtschaftsbauten und ein Pflegerhaus erheblich erweitert. Nach einem erneuten Eigentümerwechsel an die Freiherren Jöchlinger von Jochenstein (1817) wurde ab 1824 eine Parkanlage im englischen Stil errichtet. Die heutigen Besitzer aus dem Geschlecht der Grafen Orsini-Rosenberg sind seit 1847 Besitzer des Schlosses.

## Schloss

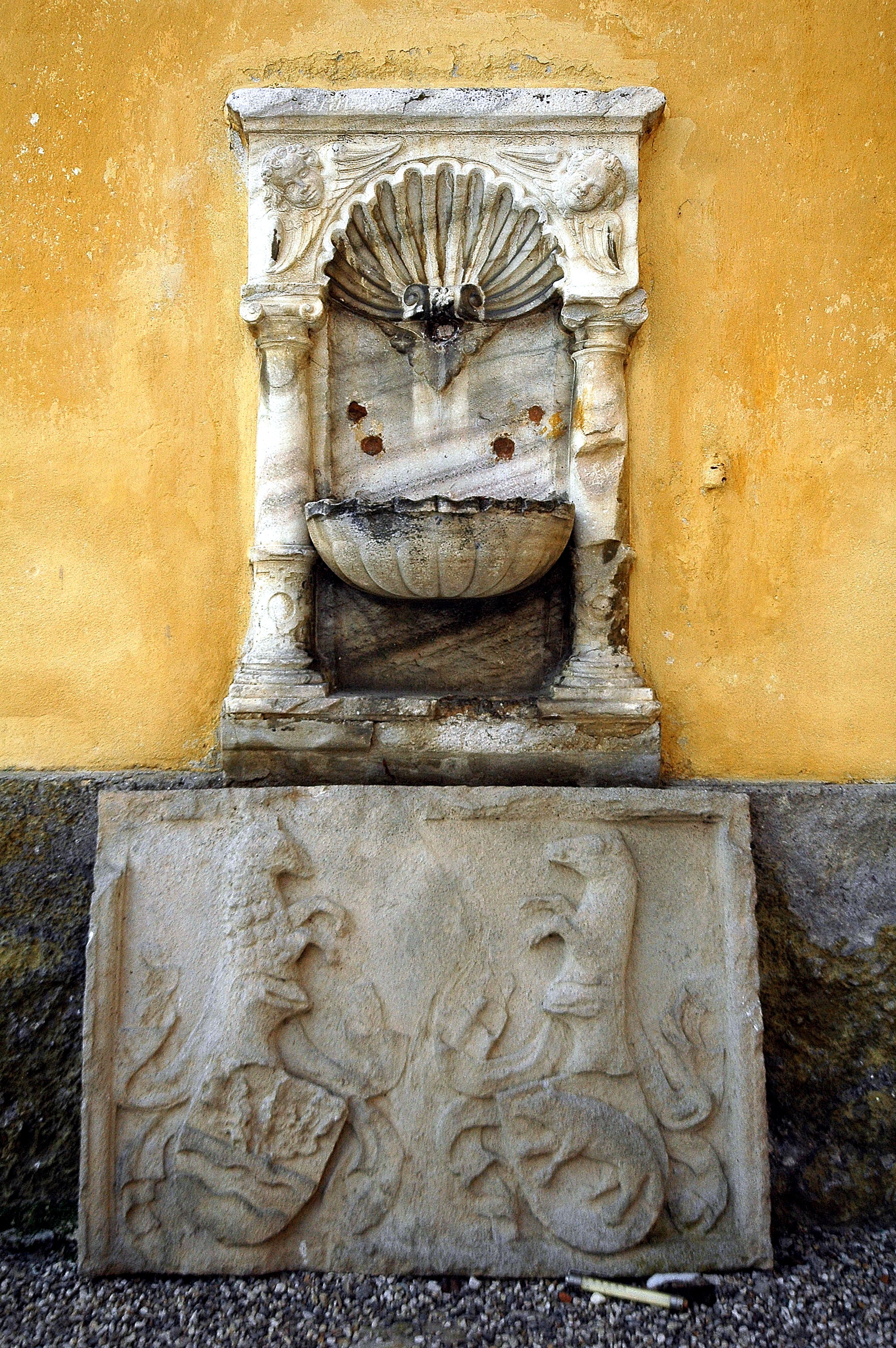
Der kleine Marmorwandbrunnen an der Südseite des Schlosshofes

Beim Hauptgebäude der Schlossanlage handelt es sich um einen zweigeschoßigen barocken Bau mit drei in Hufeisenform angeordneten Flügeln, der im Osten in Richtung des Schlossparks geöffnet ist. Der Nord- und Westflügel wurden bereits im 16. Jahrhundert errichtet. Da das Gelände im Süden und Osten ein starkes Gefälle aufweist, sichern an dieser Stelle Stützmauern das Bauwerk. Das mit einem skulptierten Keilstein versehene Steinquaderportal an der achtachsigen Nordfront stammt ebenso aus dem 16. Jahrhundert, wie die Räume im Erdgeschoß des Nord- und Westtraktes, welche mit einem Tonnengewölbe versehen wurden. Die Gesimsverdachung geht ungefähr auf das Jahr 1700 zurück. Die quadratischen Fenster im Erdgeschoß sind von einem Steingewände umgeben. Rechts neben dem hofseitigen, als abgefasten Korbbogen gestalteten Einfahrtsportal befindet sich der Hauseingang. An der Südseite des Hofes befindet sich ein kleiner Wandbrunnen aus Marmor, der um das Jahr 1600 geschaffen wurde. Die Brunnenschale befindet sich unter einem von zwei kleinen Säulen getragenen Bogen, in dessen Zwickel sich zwei Engelsköpfe befinden. Das Pfeilerportal mit vasenbekrönten Gebälkaufsätzen, welches Hof und Schlossgarten trennt, stammt vom Anfang des 19. Jahrhunderts.

## Schlosskirche
Die dem Heiligen Johannes dem Täufer geweihte Schlosskirche befindet sich im Südtrakt des Schlosses. An ihrer Stelle befand sich ein bereits 1431 erstmals urkundlich erwähnter sakraler Vorgängerbau. Dieser wurde von Gräfin Maria Isabella Galler (geborene Staudach) zwischen 1684 und 1695 durch den heutigen Kirchenbau ersetzt. Im Jahr 1787 wurde die Schlosskapelle zur Pfarrkirche erhoben, die sie bis zur Einweihung der in der Nähe liegenden neuen Pfarrkirche im Jahr 2003 blieb. Der Kirchturm ist mit rundbogigen Schallfenstern, einem Zwiebelhelm und einer Laterne versehen, sein Portal ist rundbogig und mit der Jahreszahl 1720 bezeichnet. Vom vierten Viertel des 17. Jahrhunderts stammt das westlich daneben liegende mit einem gebrochenen Giebel versehene Portal, welches das Doppelwappen der Galler-Staudach zeigt.
Das dem Typus einer Saalkirche entsprechende Innere zeigt eine Gliederung durch Pilaster und Gesimse und weist eine kleine, rechteckige Altarnische auf, in der sich der Hochaltar aus dem Jahr 1684 befindet. Das Altarbild auf Öl von Adam Claus zeigt die Taufe Christi, ein Thema das vom Medaillon des Antependiums wiederholt wird. Der Saal wird von einem Tonnengewölbe mit Stichkappen überwölbt und weist bemerkenswerte Deckenstukkaturen auf. Über der rechten, kreuzgratüberwölbten Seitenkapelle befindet sich das Oratorium mit neugotischen, ornamentalen Wandmalereien aus dem 19. Jahrhundert. Im Oratorium befindet sich die Kopie eines byzantinischen Muttergottesbildes mit Goldkrone.

## Schlosspark

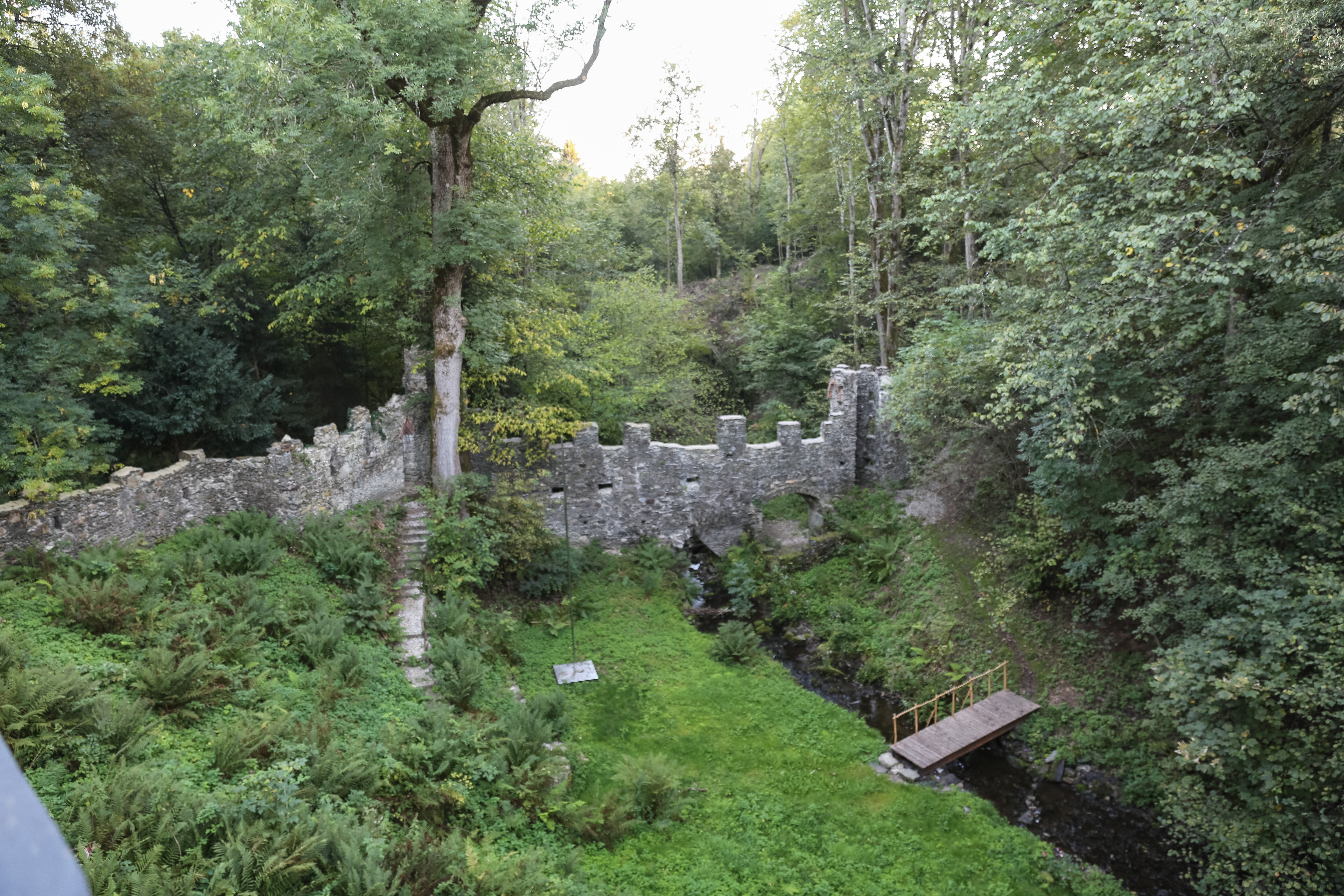
Blick vom Schloss Damtschach auf die künstliche Ruine im Schlosspark

Die Gartenanlage von Felix Wolfgang Reichsfreiherr Jöchlinger von Jochenstein im englischen Stil und mit biedermeierlicher bzw. romantischer Ausstattung stammt aus dem Jahr 1824. In die Gartenmauer wurden spätgotische Türgewänder und Wappensteine der Khevenhüller (15. und 16. Jahrhundert) integriert. Im Park befinden sich Staffagebauten, wie ein befestigter Aquädukt, ein Badehaus, sowie Brücken und Stege. Beim Bau der neugotischen künstlichen Ruine aus unverputztem Bruchsteinmauerwerk fanden auch Spolien aus der Burgruine Landskron Verwendung. Die gesamte Staffage wurde 1997 nach Abbildungen des 19. Jahrhunderts restauriert.
Die Garten- und Parkanlagen gehören zu den bedeutenderen gartenarchitektonischen Denkmalen Österreichs und stehen unter Denkmalschutz (Nr. 5 im Anhang zu § 1 Abs. 12 DMSG). Sie sind privat und nicht zugänglich.